# 閑古鳥が鳴く
閑古鳥が鳴く（かんこどりがなく）は、日本で使われていることわざ。

## 概要
ひっそりとした寂しい山里の情景のこと。人が訪れることが無く、ひっそりと静まり返っている様子のこと。転じて店で商売が行われているものの、そこには客が来ないではやっていない様を意味する。

## 由来

### 中国
中国の聖王とされる尭帝は朝廷の門戸の前に太鼓を置き、人民に政府に対する不満があるならばこの太鼓を打ち鳴らして不満があるということを伝えられるようにした。だが尭帝の政治は素晴らしい善政であったためにその太鼓を打ち鳴らす者はおらず、その太鼓には苔がむして鳥が住み着くまでとなった。ここから転じて閑古鳥が鳴くということわざになった。

### 日本
閑古鳥とは日本に実在するカッコウという鳥のことをいう場合がある。日本では夏の高原地帯でよく見かける。閑古鳥の鳴き声というのは寂しい印象があったために、人の少ない山間ならば閑古鳥の鳴き声は寂しく響いていたということがこのことわざの由来となった。松尾芭蕉は1691年に閑古鳥に関する俳句を詠んでおり、これは閑古鳥の鳴き声で憂いている我をもっと寂しがらせることを求めるという寂しさの究極を求める俳句であった。これを詠んだ時点での芭蕉は心が閉ざされていた状態であり、心が開かれていなければ生きているとはいえないため、閑古鳥を頼りに心の再生をはかったという俳句であった。